# Nitreuze dampen

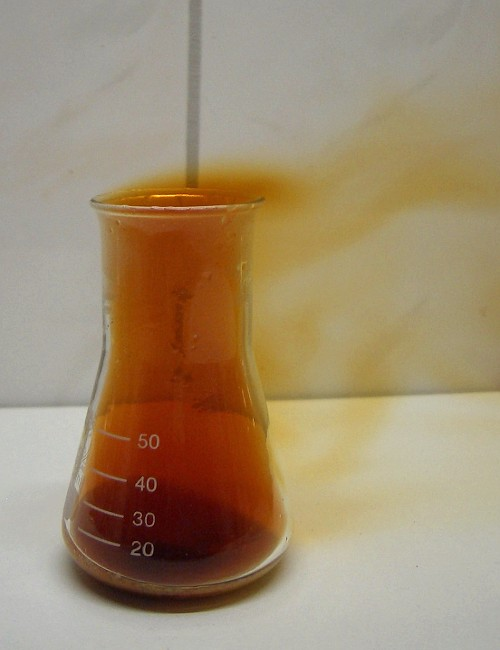
Nitreuze dampen ontstaan door oplossen van staalwol in salpeterzuur.

Nitreuze dampen is de triviale naam voor een mengsel van gassen, goeddeels bestaande uit de stikstofoxiden stikstofmonoxide (NO), stikstofdioxide (NO2) en distikstoftetraoxide (N2O4). Het is voornamelijk stikstofdioxide dat een typisch bruinrode kleur heeft. Stikstofmonoxide en distikstoftetraoxide zijn kleurloos. De nitreuze dampen hebben een typerende en indringende geur die in lage concentraties ook wel met chloorgas wordt geassocieerd.

## Vorming
Nitreuze dampen ontstaan bijvoorbeeld bij het maken van zilvernitraat door het oplossen van zilver in salpeterzuur:
{\displaystyle \mathrm {3\ Ag\ +\ 4\ HNO_{3}\longrightarrow \ 3\ AgNO_{3}\ +\ 2\ H_{2}O+\ NO} }
Het stikstofmonoxide (NO) dat hierbij ontstaat, reageert vervolgens weer met dizuurstof uit de lucht tot stikstofdioxide (NO2):
{\displaystyle \mathrm {2\ NO\ +\ O_{2}\longrightarrow \ 2\ NO_{2}} }
Dan vindt er vervolgens ook nog een evenwicht plaats tussen stikstofdioxide en distikstoftetraoxide (een dimerisatie):
{\displaystyle \mathrm {2\ NO_{2}\ \rightleftharpoons \ N_{2}O_{4}} }
De dampen ontstaan ook door reactie van natriumnitriet met een zuur, waarbij eerst salpeterigzuur gevormd wordt:
{\displaystyle \mathrm {NaNO_{2}\ +\ H_{3}O^{+}\ \longrightarrow \ HNO_{2}\ +\ H_{2}O\ +\ Na^{+}} }
Salpeterigzuur is een uiterst onstabiel zwak anorganisch zuur dat ontleedt, onder vorming van stikstofmonoxide en stikstofdioxide:
{\displaystyle \mathrm {2\ HNO_{2}\ \longrightarrow \ NO\ +\ NO_{2}\ +\ H_{2}O} }

## Toxiciteit
Nitreuze dampen zijn sterk oxiderend en kunnen uiterst schadelijk zijn voor de gezondheid. Chemische reacties waarbij grote hoeveelheden nitreuze dampen vrijkomen mogen dan ook slechts plaatsvinden in een ruimte waar de dampen geen kwaad kunnen, bijvoorbeeld in een zuurkast of in de openlucht. De gassen zijn in staat organische stoffen te oxideren en kunnen longoedeem veroorzaken bij het inademen van hoge concentraties. 